# 레아 파제르

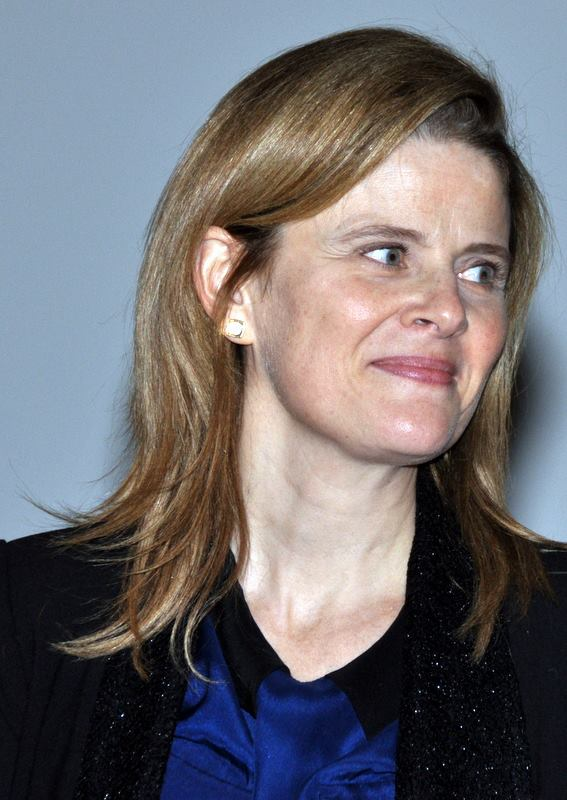

레아 파제르(Léa Fazer, 1965년 4월 20일 ~ )는 스위스의 무대 연출가, 영화 감독, 각본가, 배우, 영화배우이다.
제네바에서 태어났다.

## 영화
- 미스터리 앳 더 루브르 뮤지엄 (2017년)
- 나디아 (2016년)
- 미스터리 앳 더 오페라 (2015년)
- 마에스트로 (2014년)
- 쿠키 (2013년)
- 터닝 타이드 (2013년)
- 투게더 이즈 투 머치 (2010년)
- 왓 이프...? (2008년)
- 웰컴 투 스위스 (2004년)